# Koehnle
Koehnle – amerykański konstruktor wyścigowy, rywalizujący na przełomie lat 40. i 50. Także określenie samochodu tego konstruktora.

## Historia
Nadwozie samochodu zostało zaprojektowane i skonstruowane przez Johna Koehnle, natomiast początkowo samochód był napędzany przez silnik Wayne/GMC. Po raz pierwszy ten samochód został zgłoszony do Indianapolis 500 1949 jako Koehnle/Smith-GMC. W roku 1950 kierowcą samochodu był Lou Florence. Rok później sponsorem Koehnle chciał zostać magazyn Hot Rod, ale z powodu przepisów AAA zabraniających stosowanie nazwy „hot rod” na samochodach, pojazd został wystawiony w zespole o nazwie Motor Trends Special. W roku 1952 samochód został zgłoszony do wyścigu Indianapolis 500, będąc napędzany silnikiem Offenhauser. Jego kierowcami mieli być Chuck Weyant i Bill Boyd, a za przygotowanie modelu był odpowiedzialny zespół Pipe Fitters. Nie stawili się jednak oni w kwalifikacjach.

## Wyniki w Indianapolis 500
| Rok  | Kierowca     | Nr | Kwalifikacje | Wynik | Okr. | Lider | Uwagi           |
| ---- | ------------ | -- | ------------ | ----- | ---- | ----- | --------------- |
| 1949 | ?            | 62 | NW           |       |      |       | nie wystartował |
| 1952 | Bill Boyd    | 92 | NW           |       |      |       | nie przybył     |
| 1952 | Chuck Weyant | 92 | NW           |       |      |       | nie przybył     |